# Siddeley Puma
Le Siddeley Puma était un moteur d'avion britannique développé à la fin de la Première Guerre mondiale et produit par Siddeley-Deasy. Les premiers moteurs ont quitté les lignes de production de Siddeley Deasy, à Coventry en août 1917, la production a continué jusqu'en décembre 1918. Au moins 4 288 des 11 500 moteurs commandés ont été livrés, les commandes ont été annulées à la suite de l'armistice. La production a continué sous le nom Armstrong Siddeley Puma lorsque le fabricant a été acheté par Armstrong Whitworth et est devenu Armstrong Siddeley.
Le moteur était dérivé du moteur B.H.P (en).

## Utilisations
- Le moteur Puma a été utilisé dans le bombardier britannique de la Première Guerre mondiale Airco DH9. À l'utilisation, il s'est avéré être problématique, rendant l'avion significativement inférieur à celui qu'il remplaçait. Le moteur était improprement installé avec les culasses en saillie. Le DH9 fut amélioré en remplaçant le moteur Puma par le Liberty 12 donnant le DH9A[1].
- Le moteur a été utilisé dans le premier prototype du Airco DH.10, bimoteur à hélice propulsive, mais que le rendement n'était pas satisfaisant, d'autres moteurs ont été utilisés sur le prototype suivant et les modèles de production.
- Short Silver Streak (en) (1920)

## Voir aussi

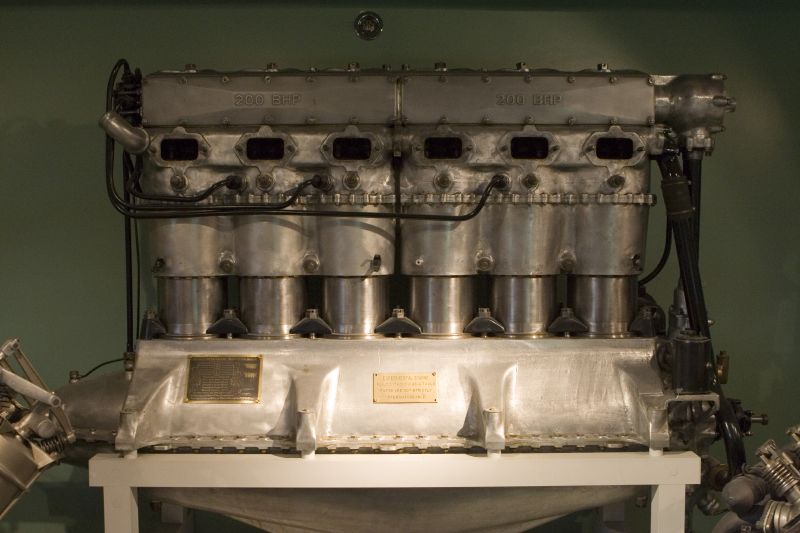
Siddeley-Deasy Puma at the Canada Aviation Museum

### Développement lié
- ADC Nimbus (en)
- GAS T-26, dérivé soviétique pour le char T-26

### Moteurs similaires
- Austro-Daimler 6 (en)
- Benz Bz.III (en)
- Hiero 6 (en)
- Mercedes D.IVa (en)

### Listes
- Liste des moteurs d'avions